# 土屋眞
土屋 眞（つちや まこと、1990年2月23日 - ）は、ジャパンラグビーリーグワン日野レッドドルフィンズに所属するラグビー選手。

## プロフィール
- 神奈川県出身[1]。
- ポジションはロック(LO)。
- 身長 183 cm、体重 110 kg
- ニックネームは、つっちー、トッティ、トティリアル。
- ブレイクダウンで圧倒的な強さを発揮する。

## 略歴
2008年、東海大相模高校卒業後、東海大学に入る。
2012年、東海大学卒業後、日野自動車レッドドルフィンズ(現・日野レッドドルフィンズ)に加入。同年9月22日に行われたトップイーストリーグの日本IBMビッグブルー戦に途中出場で公式戦初出場を果たす。